# 托尼·卡納特
托尼·卡納特（Toni Kanaet，1995年9月4日—）是一名克羅埃西亞男子跆拳道運動員。他曾經獲得2018年歐洲跆拳道錦標賽男子74公斤級金牌，及2016年歐洲跆拳道錦標賽男子74公斤級銀牌。

## 外部連結
- TaekwondoData.com （页面存档备份，存于）